# Khondokar Mośtak Ahmed

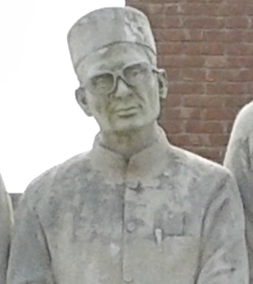
Khondokar Mośtak Ahmed

Khondokar Mośtak Ahmed (Ahmad) (ur. w 1918 roku, zm. 5 marca 1996 roku) – bengalski polityk, prezydent Bangladeszu od 15 sierpnia do 6 listopada 1975, obalony po wydaniu przez siebie rozkazu rozstrzelania byłych urzędników państwowych wysokiej rangi.

## Życiorys
Po ukończeniu studiów prawniczych na uniwersytecie w Dhace w 1942 roku zaangażował się w politykę jako aktywny działacz ruchu narodowego pod przywództwem Mahatmy Gandhiego, który występował przeciwko brytyjskiej dominacji kolonialnej nad subkontynentem indyjskim. W 1946 roku trafił do aresztu z rozkazu władz brytyjskich, które rok później opuściły swoje posiadłości w Indiach. Powstały wówczas dwa państwa: Indie i Pakistan. W 1949 roku wspólnie z trzema towarzyszami Ahmed założył Ligę Ludową, stawiającą sobie za główny cel walkę o zdobycie większej autonomii politycznej przez Pakistan Wschodni. W 1952 roku władze pakistańskie aresztowały go, lecz w 1954 roku został wybrany do prowincjonalnego zgromadzenia Pakistanu Wschodniego. Władze centralne ogłosiły później stan wyjątkowy, przez co Ahmed jeszcze raz znalazł się w areszcie – w 1958 roku. W 1961 roku zniesiono stan wyjątkowy, w wyniku czego Ahmed wyszedł z więzienia i rozpoczął działalność w Lidze Ludowej, której przewodził Sheikh Mujibur Rahman. Niebawem został znowu uwięziony, a następnie wypuszczony na wolność w 1968 roku.
Po wyjściu z więzienia Ahmed wyemigrował. W 1971 roku powrócił do kraju po tym, jak w Pakistanie wybuchła wojna domowa. Sprawiła ona, że Pakistan Wschodni ogłosił secesję, proklamując niepodległość jako Republika Bangladeszu. Jej pierwszym prezydentem został Mujibur Rahman, który powierzał Ahmedowi urzędy ministerialne. Byli przyjaciółmi o 25-letniej znajomości, co nie przeszkodziło rozwijać się pogłoskom o rzekomym narastającym między nimi konflikcie. Okazały się one prawdziwe, kiedy oskarżający Rahmana o korupcję Ahmed 15 sierpnia 1975 roku dokonał zamachu stanu, w którym zamordowano Rahmana.
Ahmed bezskutecznie starał się związać Bangladesz z Zachodem. Po kilku miesiącach władzy Ahmed został zmuszony do ustąpienia na skutek następnego zamachu stanu, który najprawdopodobniej przyspieszył zamordowanie reszty członków rządu Rahmana, którzy przebywali w więzieniu w Dhace. Liczbę zabitych ocenia się na od 4 do 8. Domniemanym zleceniodawcą mordu był sam Ahmed, który pomógł uciec młodym oficerom powiązanym z ową zbrodnią. Sam prezydent został aresztowany w listopadzie 1976, a następnie oskarżony razem z 10 współpracownikami o spisek antypaństwowy. W maju 1979 roku po raz kolejny znalazł się w więzieniu na skutek oskarżenia o korupcję i naruszenia przepisów stanu wyjątkowego. Otrzymał wtedy wyrok pięciu lat pozbawienia wolności.